# Church of Atrocity
Church of Atrocity – piąty studyjny album fińskiej grupy muzycznej Clandestine Blaze wydany 31 października 2006 roku przez Northern Heritage Records.

## Lista utworów
1. „Church of Atrocity” – 5:01
2. „Ashes of the Eternal Wanderer” – 11:40
3. „Storm of Purification” – 4:50
4. „Last Morning of Old North” – 7:42
5. „Frozen Angel” – 5:46
6. „Unforgiven Acts” – 7:42

## Twórcy
- Mikko Aspa – śpiew i wszystkie instrumenty